# Melanomyza floridensis
Melanomyza floridensis är en tvåvingeart som först beskrevs av Charles Howard Curran 1942.  Melanomyza floridensis ingår i släktet Melanomyza och familjen lövflugor.
Artens utbredningsområde är Florida. Inga underarter finns listade i Catalogue of Life.